# Lampadena urophaos
Lampadena urophaos är en fiskart som beskrevs av Paxton, 1963. Lampadena urophaos ingår i släktet Lampadena och familjen prickfiskar.

## Underarter
Arten delas in i följande underarter:
- L. u. atlantica
- L. u. urophaos